# Королева отстоя
«Королева отстоя» — седьмой студийный альбом исполнительницы Алёны Швец, вышедший 7 августа 2020 года на лейбле Rhymes Music. Составил десять композиций, из которых трек «Молодая красивая дрянь» вышел ранее как сингл. В альбоме Алёна сталкивается с собственными комплексами и страхами по поводу тела, а также нелюбовью к самой себе. Для записи в режиме самоизоляции исполнительнице пришлось обустроить домашнюю студию звукозаписи.
В альбом также попал ранее выпущенный демо-трек «В кабинете у директора», который Алёна пела за 8 месяцев до выпуска альбома на своем YouTube-канале. Треки «Молодая красивая дрянь», «Комплексы» и «Машина для убийств» получили экранизацию в виде клипа.

## Критика
Алексей Мажаев из Intermedia поставил данному альбому 7,5 из 10 звезд, отметив:
Простые, но запоминающиеся мотивы, остроумные тексты, в которых наигранная наглость может на глазах сменяться глубочайшей нежностью и полным отчаянием, честное исполнение. Любопытно, что по ходу альбома песни становятся всё откровеннее, будто артистка постепенно избавляется от панциря и всё сильнее обнажает душу.
Издание The Flow отметило:
Если предыдущий альбом больше фокусировался на агрессии внешнего мира, в котором мальчики вымещают злость на девочках, а в протест превращался безобидный макияж, то в «Королеве отстоя» Швец сохраняет приобретенные ранее силы, но сталкивается с собственными комплексами и страхами по поводу тела, а также нелюбовью к самой себе.
Алёна Швец в интервью Sobaka.ru:
Интервьюер: «Королева отстоя» — звучит самокритично.
Алёна Швец: Нет, никакой самокритики тут нет. Это название имеет четкий посыл — чего бы ты ни достиг, помни, кто ты есть на самом деле и откуда ты начинал. И если стала королевой, то будь добра, сохрани весь отстой, который когда-то тебя сформировал. Иначе это уже не ты. Название я придумала быстро и сразу поняла: оно лучше всего отвечает моей философии — как и треки: «Мемы», «Комплексы», «Молодая красивая дрянь» (между прочим, отсылка к стихотворению Есенина!).

## Список композиций
(Данные взяты из Яндекс Музыки.)
| №                   | Название                 | Длительность |
| ------------------- | ------------------------ | ------------ |
| 1.                  | «скейтер»                | 2:10         |
| 2.                  | «в кабинете у директора» | 2:42         |
| 3.                  | «мемы»                   | 2:22         |
| 4.                  | «молодая красивая дрянь» | 1:47         |
| 5.                  | «машина для убийств»     | 2:36         |
| 6.                  | «некрасивые глаза»       | 2:24         |
| 7.                  | «комплексы»              | 2:39         |
| 8.                  | «курение убивает»        | 2:30         |
| 9.                  | «молоко»                 | 2:48         |
| 10.                 | «когда рождается музыка» | 3:36         |
| Общая длительность: | Общая длительность:      | 25:34        |